# Бейсці (гміна)
Гміна Бейсце (пол. Gmina Bejsce) — сільська гміна у східній Польщі. Належить до Казімерського повіту Свентокшиського воєводства.
Станом на 31 грудня 2011 у гміні проживало 4315 осіб.

## Територія
Згідно з даними за 2007 рік площа гміни становила 57.74 км², у тому числі:
- орні землі: 92.00%
- ліси: 1.00%

Таким чином, площа гміни становить 13.67% площі повіту.

## Населення
Станом на 31 грудня 2011:
| Опис     | Загалом | Загалом | Чоловіки | Чоловіки | Жінки | Жінки |
| -------- | ------- | ------- | -------- | -------- | ----- | ----- |
| одиниця  | осіб    | %       | осіб     | %        | осіб  | %     |
| все      | 4315    | 100     | 2082     | 48.25    | 2233  | 51.75 |
| міське   | 0       | 100     | 0        |          | 0     |       |
| сільське | 4315    | 100     | 2082     | 48.25    | 2233  | 51.75 |

## Сусідні гміни
Гміна Бейсце межує з такими гмінами: Казімежа-Велька, Кошице, Опатовець.